# Ido Mosseri
Ido Mosseri, född 17 april 1978 i Tel Aviv, är en israelisk skådespelare.
Mosseri har bland annat medverkat i TV-serien HaYehudim Baim (2014-2022). Han har även medverkat i filmerna Jiddra inte med Zohan från 2008 och You Are So Not Invited To My Bat Mitzvah från 2023.

## Filmografi (i urval)
- 1999 – Svampbob Fyrkant (TV-serie) (hebreisk röst till Svampbob)
- 2008 – Jiddra inte med Zohan
- 2014–2022 – HaYehudim Baim (TV-serie)
- 2023 – You Are So Not Invited To My Bat Mitzvah